# Le Moi et le Ça
Le Moi et le Ça (Titre original : Das Ich und das Es) est un ouvrage publié par Sigmund Freud en 1923. Il s'agit du troisième ouvrage qui fait partie du profond remaniement théorique de la deuxième topique avec Au-delà du principe de plaisir et Psychologie des masses et analyse du moi.

#### Texte de référence
- Sigmund Freud,  Le Moi et le Ça (1923), traduction de C. Baliteau, A. Bloch, J.-M. Rondeau, Œuvres complètes de Freud / Psychanalyse, tome XVI, Paris, PUF, 1991, p. 255-301,  (ISBN 2 13 043472 X)

#### Études
- Jean-Luc Donnet, « Moi et le Ça (Le-) » (article), dans Dictionnaire international de la psychanalyse (dir.: Alain de Mijolla), tome II, Calmann-Lévy (2002), Hachette-Littératures, 2005, p. 1087-1089.
- Elisabeth Roudinesco et Michel Plon, Dictionnaire de la psychanalyse, Paris, Fayard, coll. « La Pochotèque », 2011 (1re éd. 1997), 1789 p. (ISBN 978-2-253-08854-7)